# Sérgio I de Jerusalém
Sérgio I de Jerusalém foi o patriarca de Jerusalém entre 842 e 855 d.C. Segundo Sa'id ibn Bitriq, ele se chamava Ibn Mansur, pois era descendente dos Mansur que ajudaram a conquistar a cidade de Damasco, e teria servido até a morte. Ele era irmão do futuro patriarca Elias III.